# خوزه لوئیس مامونه
خوزه لوئیس مامونه (انگلیسی: José Luis Mamone؛ زادهٔ ۲۵ نوامبر ۱۹۸۲) بازیکن فوتبال اهل آرژانتین است.
از باشگاه‌هایی که در آن بازی کرده‌است می‌توان به باشگاه فوتبال لوتسرن اشاره کرد.